# 壯志雄心 (電影)
《壯志雄心》是1989年上映的一部香港電影，由黎繼明執導，李修賢、唐麗球、吳少雄、張家輝、陳國邦、洪同劍和成奎安主演。電影主題圍繞警察少年訓練學校最後一屆學生的訓練過程。

## 劇情大綱
李鷹被派往香港警察少年訓練學校任副校長，他發現學校教官的教育方式較為簡單粗暴，學生也缺乏上進心。在學校裡，兩名新學員引起了李鷹的特別關注。一個是體弱溫順、勤奮好學的張家輝，他因為未經請假去探望入院的母親而遭到體罰，一個是叛逆卻好強堅毅、富於正義感的黃偉傑，他多次違犯校規，卻是為了幫助同學。在李鷹的耐心引導下，學員們逐漸樹立起信心，同事也受到李鷹感染，師生們一起為即將關閉的少年警校獻上優秀成績作為紀念。

## 主要演員
| 演員   | 角色              |
| 李修賢 | 李鷹              |
| 陳國邦 | 黃偉傑            |
| 張家輝 | 張家輝            |
| 林子博 | 林子博            |
| 唐麗球 | 唐淑儀（Madam唐） |
| 吳少雄 | 鍾文輝（鍾Sir）   |
| 成奎安 | 黃父              |
| 曾江   | 曾Sir             |
| 焦姣   | 廖金璇（張母）    |
| 黃新   | 老人院老人        |
| 黃栢文 | 黃Sir             |
| 夏占仕 |                   |

## 獎項和提名
| 頒獎典禮           | 獎項       | 名字   | 結果 |
| ------------------ | ---------- | ------ | ---- |
| 1989年第26屆金馬獎 | 最佳男配角 | 陳國邦 | 提名 |

## 其它
此片為陳國邦與張家輝的處女作。陳國邦其時仍為香港演藝學院學生。張家輝為萬能影業公司幕後工作人員。